# Schneckenberg (Kreis Heiligenbeil)
Schneckenberg war ein Ort im Kreis Heiligenbeil in Ostpreußen. Seine Ortsstelle befindet sich heute im Munizipalkreis Rajon Bagrationowsk (Stadtkreis Preußisch Eylau) in der russischen Oblast Kaliningrad (Gebiet Königsberg (Preußen)).

## Geographische Lage
Die Ortsstelle Schneckenbergs liegt nahe dem Frischen Haff (russisch Kaliningradski saliw) im südlichen Westen der Oblast Kaliningrad, acht Kilometer nördlich der früheren Kreisstadt Heiligenbeil (russisch Mamonowo) bzw. 47 Kilometer nordwestlich der heutigen Rajonshauptstadt Bagrationowsk (deutsch Preußisch Eylau).

## Geschichte
Bei Schneckenberg handelte es sich um einen kleinen Hof. Mit seinen elf Einwohnern (1905) war er bis 1928 ein Wohnplatz im Gut Balga (russisch Wessjeoloje), danach bis 1945 im Dorf Balga im ostpreußischen Kreis Heiligenbeil.
Der Königsberger Deutschordenspriester Peter von Dusburg vermerkt in seiner „Chronik des Preußenlandes“ für das Jahr 1239 eine Schutzburg Schneckenberg („castrum Snickenbergk“).
Mit dem gesamten nördlichen Ostpreußen kam Schneckenberg 1945 in Kriegsfolge zur Sowjetunion. Weiteres über eine etwaige russische Namensgebung oder die Zuordnung zu einem Dorfsowjet nach 1947 ist nicht bekannt. Es ist davon auszugehen, dass keine Besiedlung des Ortes mehr stattgefunden hat, die Ortsstelle verwaiste und gilt heute als untergegangen. Sie liegt im Rajon Bagrationowsk (Stadtkreis Preußisch Eylau) in der Oblast Kaliningrad (Gebiet Königsberg (Preußen)) in Russland.

## Religion
Mit seiner überwiegend evangelischen Bevölkerung war Schneckenberg bis 1945 der Kirche in Balga in der Kirchenprovinz Ostpreußen der Kirche der Altpreußischen Union zugeordnet. Römisch-katholischerseits war der Ort nach Heiligenbeil (Mamonowo) im Bistum Ermland eingepfarrt.

## Verkehr
Die Ortsstelle Schneckenbergs ist nur noch schwerlich auffindbar. Zu ihr führt ein Landweg, der zwischen Snamenka (Groß Hoppenbruch) und Wessjoloje (Balga) von der Straße abzweigt.